# Nepenthes bongso
Nepenthes bongso är en tvåhjärtbladig växtart som beskrevs av Pieter Willem Korthals. Nepenthes bongso ingår i släktet Nepenthes och familjen Nepenthaceae. Inga underarter finns listade i Catalogue of Life.

## Bildgalleri

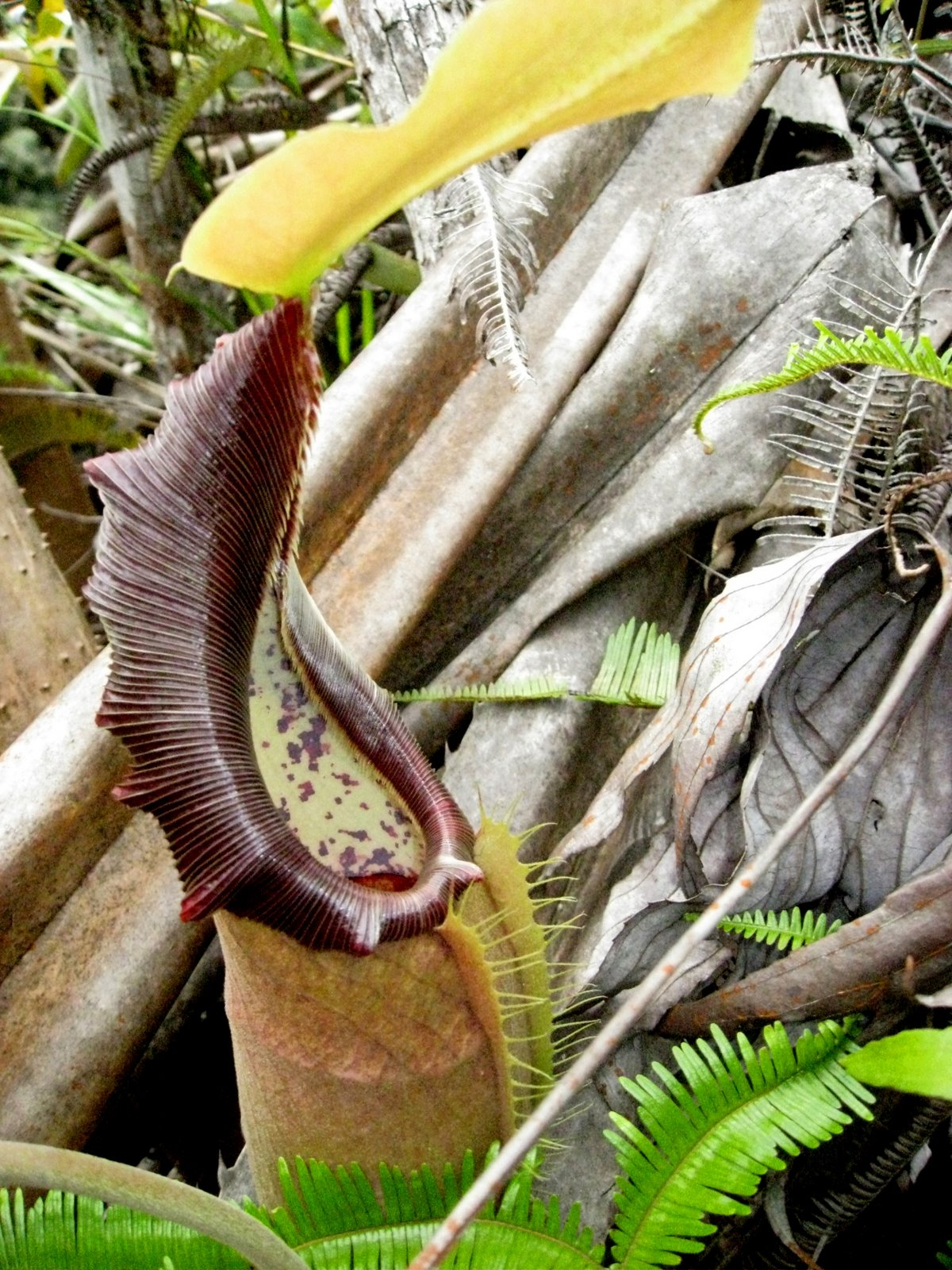
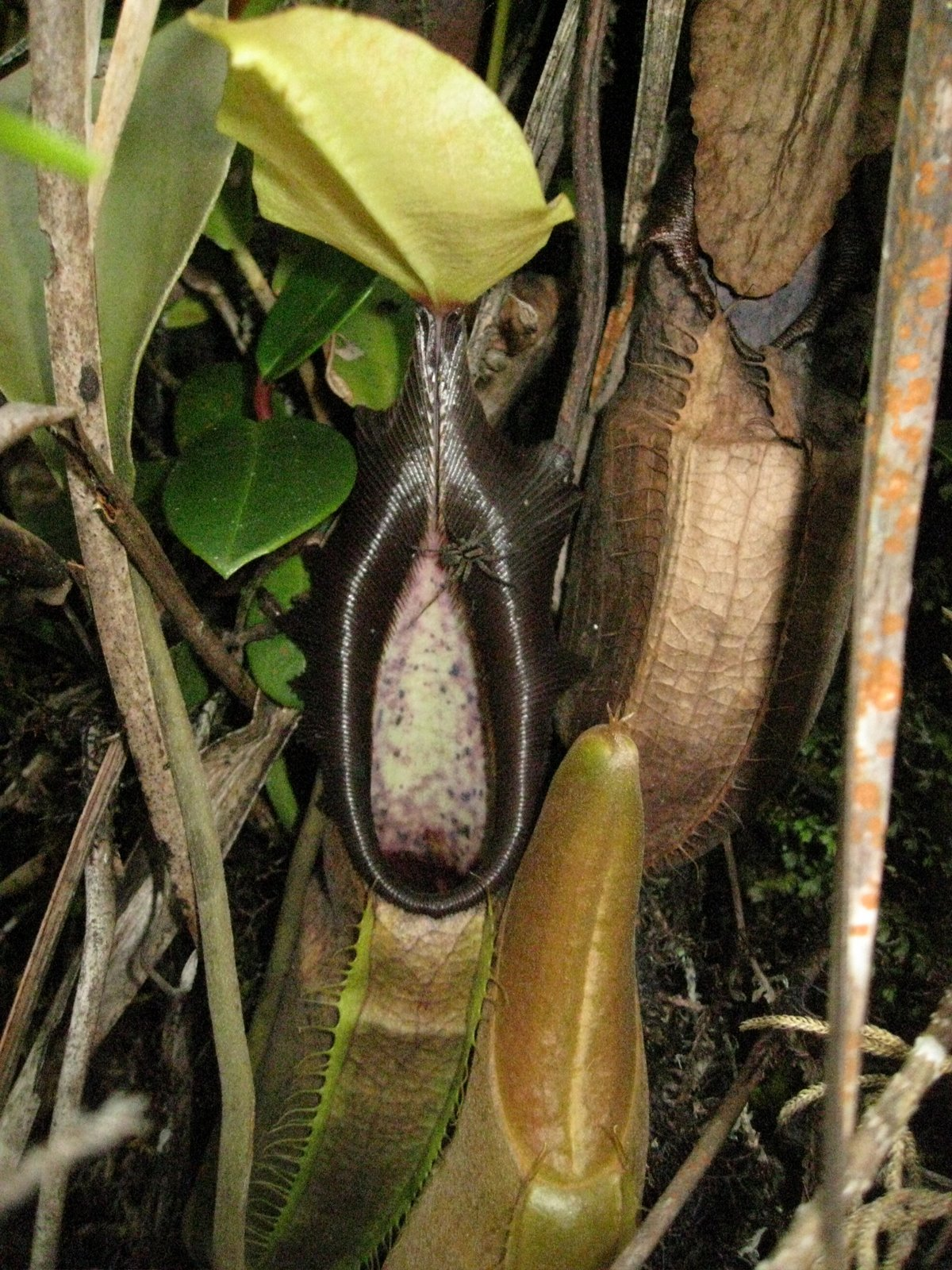
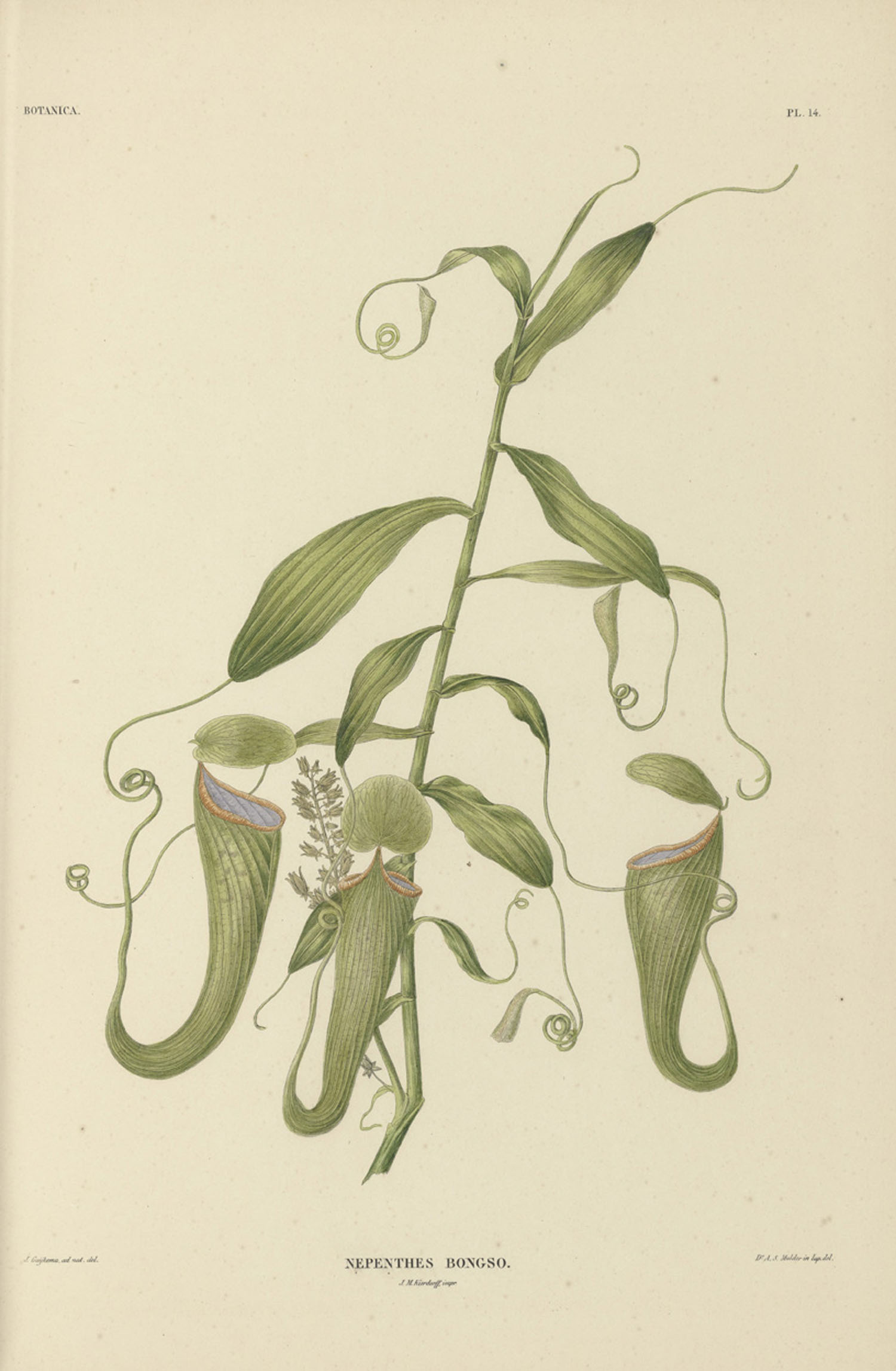
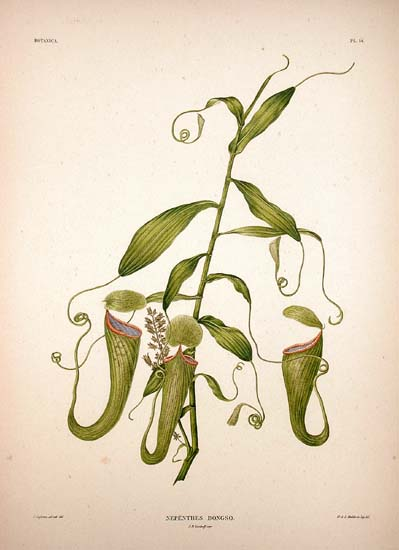